# Mango (sanger)
Giuseppe Mango (6. november 1954 – 7. december 2014) bedre kendt som kunstnernavnet Mango, var en italiensk sanger og sangskriver.
Hans musik kombinerer italiensk pop og rock med en fokus på den world music.
Mango studerede sociologi ved universitetet i Salerno. I 1976 udgav han sit første album, La mia ragazza è un gran caldo. Blandt hans hits var "Oro", "Lei verrà", "Bella d'estate", "Mediterraneo", "Nella mia città", "Amore per te", "Come Monnalisa" og "La rondine". 
Mango døde på scenen af en hjertetilfælde under en koncert i Policoro, Basilicata i 7. december 2014.

## Diskografi
- 1976 - La mia ragazza è un gran caldo
- 1979 - Arlecchino
- 1982 - È pericoloso sporgersi
- 1985 - Australia
- 1986 - Odissea
- 1987 - Adesso
- 1988 - Inseguendo l'aquila
- 1990 - Sirtaki
- 1992 - Come l'acqua
- 1994 - Mango
- 1997 - Credo
- 1999 - Visto cosi
- 2002 - Disincanto
- 2004 - Ti porto in Africa
- 2005 - Ti amo così
- 2007 - L'albero delle fate
- 2011 - La terra degli aquiloni